# 露絲·波拉特
露絲·波拉特（英語：Ruth Porat，1957年—）是美國一位职业財務主管。从2010年1月开始擔任摩根士丹利的執行副總裁和財務總監。2015年5月26日起，開始擔任Google的財務長。

## 外部連結
- C-SPAN內的頁面（英文）
- 露絲·波拉特在互联网电影资料库（IMDb）上的資料（英文）